# Rock in Rio Douro
Rock In Rio Douro é um álbum de estúdio da banda de pop rock português GNR. Editado em Abril de 1992 pela EMI - Valentim de Carvalho.  É um dos trabalhos da banda com maior aclamação crítica e sucesso de vendas, sendo galardoado com 4 Discos de Platina. 
Marcado por uma sonoridade mais rock, Rock In Rio Douro contém algumas das músicas mais conhecidas dos GNR, caso dos duetos de Rui Reininho com Javier Andreu dos espanhóis La Frontera [es] em "Sangue Oculto" e com Isabel Silvestre no tema "Pronúncia do Norte". Contém a versão cantada em português de "Homem Mau",  uma adaptação do tema "Alright Now", da banda britânica Free. A edição em CD contém como faixa extra o tema "Sangue Oculto II", cantado apenas por Rui Reininho. Deste álbum saíram quatro singles. 
Pela primeira vez uma banda portuguesa consegue encher um estádio de futebol com 40 000 espectadores, num concerto memorável no Estádio José Alvalade no dia 10 de Outubro de 1992.

## História
Para a apresentação de Rock in Rio Douro à imprensa, a editora dos GNR fez uma festa nas caves Sandeman, para as quais os participantes foram levados de barco rabelo. A pompa justificava-se, poucos meses mais tarde, com o êxito do sexto álbum de Rui Reininho e comparsas: ancorados em êxito que rodaram nas rádios até à exaustão, como "Sangue Oculto", com o vocalista dos espanhóis La Frontera, "Ana Lee" ou "Pronúncia do Norte" com Isabel Silvestre, Rock in Douro foi um dos discos mais vendidos da década. 

## Faixas

### LP

#### Lado A
| N.º | Título                   | Duração |  |
| 1.  | "Sangue Oculto"          | 5:15    |  |
| 2.  | "Quando Telephone Pecca" | 3:25    |  |
| 3.  | "Pronúncia do Norte"     | 3:25    |  |
| 4.  | "Acorda"                 | 4:07    |  |

#### Lado B
| N.º | Título         | Duração |  |
| 1.  | "Ana Lee"      | 3:17    |  |
| 2.  | "Sub-16"       | 3:24    |  |
| 3.  | "Que Importa?" | 3:47    |  |
| 4.  | "Homem Mau"    | 4:50    |  |
| 5.  | "Toxicidade"   | 5:44    |  |

### CD
1. Sangue Oculto
2. Quando Telephone Pecca
3. Pronúncia do Norte
4. Acorda
5. Ana Lee
6. Sub-16
7. Que Importa?
8. Homem Mau
9. Toxicidade
10. Sangue Oculto II

## Membros da banda
- Rui Reininho   (voz)  [2]
- Jorge Romão   (baixo)  [2]
- Tóli César Machado   (bateria)  [2]
- Zézé Garcia   (guitarra)  [2]

Artistas convidados
- Telmo Marques   (teclas e sintetizador)  [2]
- Javier Andreu   (voz) em "Sangue Oculto" [2]
- Isabel Silvestre   (voz) em "Pronúncia do Norte" [2]